# ألكسيس كاغامه
ألكسيس كاغامه (بالإنجليزية: Alexis Kagame)‏ هو مؤرخ وفيلسوف رواندي، ولد في 15 مايو 1912 في  في رواندا، وتوفي في 2 ديسمبر 1981 في نيروبي في كينيا.

## وصلات خارجية
- ألكسيس كاغامه على موقع الموسوعة البريطانية (الإنجليزية)
- ألكسيس كاغامه على موقع ميوزك برينز (الإنجليزية)